# 赵国 (演員)
赵国（英語：Chiu Gwok、Kuo Chao，原名赵国基，1964年1月1日—）香港演员兼动作指导。

## 生平
生于台湾，叔叔是赵志凌，出生于武功世家，在张彻的赏识下加入了邵氏兄弟电影。并在邵氏兄弟电影公司担任演员以及动作指导
出演动作片居多，比较出名的是《神通术与小霸王》中的孙策
在张彻离开香港后开始在台湾香港影视圈出演各种作品，九十年代初息影，目前在武馆工作。

## 资料来源
1. ↑  . hkcinemagic.   [2023-01-03]. （原始内容存档于2023-01-03）.
2. ↑  . 香港影库.   [2023-01-03]. （原始内容存档于2023-01-03）.
3. ↑  演员介绍（摘自百度贴吧:邵氏《南国电影》杂志上的邵氏男演员赵国【邵氏电影吧】）。
4. ↑  目前状况（摘自百度贴吧【疑问】邵氏演员赵国后来去哪里了?【邵氏电影吧】）。

## 外部連結
- 赵国在互联网电影资料库（IMDb）上的資料（英文）
- 赵国在香港影庫上的簡介